# Joan Fargas
|  | Per al dibuixant i escultor reusenc, vegeu «Joan Fargas Trillas» |

Joan Fargas   (Catalunya, segle XIX - Catalunya, segle XIX) fou un dirigent obrer català. Teixidor d'ofici, fou membre del partit democràtic i, posteriorment, del Partit Republicà Federal; fou un dels organitzadors del congrés obrer cooperativista del 1865 a Barcelona i, després, un dels fundadors de la Direcció Central de les Societats Obreres de Barcelona, que presidí del 1868 al 1869. Signà la proclama datada el 6 de desembre de 1868 sota el títol de A los obreros de Cataluña, que convocava els obrers a participar en un congrés obrer celebrat a Barcelona el dia 13 de desembre de 1868, i en el que en va presidir la primera sessió. Figurà entre els fundadors de la Unió Manufacturera de Catalunya.